# Паэс (Бояка)
Паэс (исп. Páez) — небольшой город и муниципалитет в центральной части Колумбии, на территории департамента Бояка. Входит в состав провинции Ленгупа.

## История
Муниципалитет был выделен в отдельную административную единицу 26 ноября 1962 года.

## Географическое положение

Муниципалитет Паэс

Город расположен в южной части департамента, в гористой местности Восточной Кордильеры, к востоку от реки Ленгупа (бассейн реки Мета), на расстоянии приблизительно 56 километров к юго-востоку от города Тунха, административного центра департамента. Абсолютная высота — 1316 метров над уровнем моря.
Муниципалитет Паэс граничит на севере с территорией муниципалитета Акитания, на северо-западе — с муниципалитетами Бербео и Сан-Эдуардо, на западе — с муниципалитетом Мирафлорес, на юго-западе — с муниципалитетом Кампоэрмосо, на юге — с муниципалитетом Сан-Луис-де-Гасено, на юго-востоке и востоке — с территорией департамента Касанаре. Площадь муниципалитета составляет 443 км².

## Население
По данным Национального административного департамента статистики Колумбии, совокупная численность населения города и муниципалитета в 2015 году составляла 2913 человек.
Динамика численности населения муниципалитета по годам:
| 2005 | 2006 | 2007 | 2008 | 2009 | 2010 | 2011 | 2012 | 2013 | 2014 | 2015 |
| ---- | ---- | ---- | ---- | ---- | ---- | ---- | ---- | ---- | ---- | ---- |
| 3369 | 3322 | 3282 | 3238 | 3184 | 3148 | 3096 | 3053 | 3006 | 2966 | 2913 |

Согласно данным переписи 2005 года мужчины составляли 52,7 % от населения Паэса, женщины — соответственно 47,3 %. В расовом отношении белые и метисы составляли 99,7 % от населения города; негры, мулаты и райсальцы — 0,3 %.
Уровень грамотности среди всего населения составлял 84,2 %.

## Экономика
48,3 % от общего числа городских и муниципальных предприятий составляют предприятия торговой сферы, 44,4 % — предприятия сферы обслуживания, 5,3 % — промышленные предприятия, 2 % — предприятия иных отраслей экономики.